# Andrea Stojadinov
Andrea Stojadinov (en serbio: Андреа Стојадинов; 20 de junio de 2000) es una deportista serbia que compite en judo. Ganó dos medallas en el Campeonato Europeo de Judo, en los años 2020 y 2025, ambas en la categoría de –48 kg.

## Palmarés internacional
| Campeonato Europeo | Campeonato Europeo      | Campeonato Europeo | Campeonato Europeo |
| Año                | Lugar                   | Medalla            | Categoría          |
| ------------------ | ----------------------- | ------------------ | ------------------ |
| 2020               | Praga (República Checa) | Medalla de plata   | –48 kg             |
| 2025               | Podgorica (Montenegro)  | Medalla de bronce  | –48 kg             |